# Golden Heart
Golden Heart – pierwsza solowa płyta Marka Knopflera po nieoficjalnym zawieszeniu działalności przez zespół Dire Straits.

## Piosenki
1. Darling Pretty – 4:31
2. Imelda – 5:26
3. Golden Heart – 5:01
4. No Can Do – 4:54
5. Vic and Ray – 4:36
6. Don't You Get It – 5:16
7. A Night in Summer Long Ago – 4:43
8. Cannibals – 3:41
9. I'm the Fool – 4:28
10. Je Suis Désolé – 5:14
11. Rüdiger – 6:03
12. Nobody's Got the Gun – 5:25
13. Done With Bonaparte – 5:06
14. Are We in Trouble Now – 5:54